# Paul Sarossy
Paul Sarossy (* 24. April 1963 in Barrie, Ontario) ist ein kanadischer Kameramann und Regisseur.

## Leben
Paul Sarossy ist der Sohn des ungarischen Kameramanns Ivan Sarossy, der ihn bereits früh mit der Technik und dem Handwerk in Berührung brachte. So schaffte es Sarossy schnell, nachdem er 1986 sein Studium an der York University beendete, sich als eigenverantwortlicher Kameramann zu etablieren. Bereits 1989 erschien unter anderem mit dem Drama Traumrollen sein Debütfilm. Es stellte auch den Anfang einer langjährigen Zusammenarbeit mit dem kanadisch-armenischen Regisseur Atom Egoyan da. Es sollten Filme wie Der Schätzer, Exotica, Das süße Jenseits, The Snow Walker – Wettlauf mit dem Tod, Wahre Lügen, Simons Geheimnis und Chloe folgen.
Paul Sarossy ist mit der Schauspielerin Geraldine O’Rawe verheiratet. Sie haben eine gemeinsame Tochter und leben in London, England.

## Filmografie (Auswahl)

### Kameramann
- 1989: Traumrollen (Speaking Parts)
- 1990: Das weiße Zimmer (White Room)
- 1991: Der Schätzer (The Adjuster)
- 1991: Rache einer Gaunerin (Grand Larceny)
- 1993: Liebe und andere Grausamkeiten (Love and Human Remains)
- 1994: Exotica
- 1996: Trial – Ein Bulle schlägt zurück (Mistrial)
- 1997: Das süße Jenseits (The Sweet Hereafter)
- 1997: Der gebuchte Mann (Picture Perfect)
- 1997: Der Gejagte (Affliction)
- 1998: Jerry & Tom – Killer unter sich (Jerry and Tom)
- 1999: Felicia, mein Engel (Felicia's Journey)
- 2000: Traumpaare (Duets)
- 2001: Der goldene Riecher (On the Nose)
- 2002: Ararat
- 2002: Die Straßen Harlems (Paid in Full)
- 2003: The Snow Walker – Wettlauf mit dem Tod (The Snow Walker)
- 2004: Clara Harris – Verzweifelte Rache (Suburban Madness)
- 2004: Head in the Clouds
- 2004: Mordmotiv: Rache (The Survivors Club)
- 2005: Ripley Under Ground
- 2005: Wahre Lügen (Where the Truth Lies)
- 2006: One Way
- 2006: The Wicker Man
- 2007: All Hat
- 2007: Charlie Bartlett
- 2007: In deiner Haut (Si j'étais toi)
- 2008: Simons Geheimnis (Adoration)
- 2008: The Deal – Eine Hand wäscht die andere (The Deal)
- 2009: Chloe
- 2010: Abroad – Liebe in London (Abroad)
- 2013: Devil’s Knot – Im Schatten der Wahrheit (Devil’s Knot)
- 2014: The Captive – Spurlos verschwunden (The Captive)
- 2015: Remember
- 2017: Don’t Talk to Irene
- 2018: Padre (The Padre)
- 2019: Guest of Honour
- 2023: Seven Veils
- 2023: Irenas Geheimnis (Irena’s Vow / Przysięga Ireny)
- 2024: Longing

### Regisseur
- 2001: Mr In-Between